# 11545 Hashimoto
11545 Hashimoto (1992 UE4) là một tiểu hành tinh vành đai chính được phát hiện ngày 16 tháng 10 năm 1992 bởi K. Endate và K. Watanabe ở Kitami.